# Darreh-ye Ākhūnd
Darreh-ye Ākhūnd (persiska: درّه آخوند) är en ort i Iran.   Den ligger i provinsen Kohgiluyeh och Buyer Ahmad, i den centrala delen av landet, 500 km söder om huvudstaden Teheran. Darreh-ye Ākhūnd ligger 2 145 meter över havet och antalet invånare är 286.
Terrängen runt Darreh-ye Ākhūnd är kuperad åt sydost, men åt nordväst är den bergig. Darreh-ye Ākhūnd ligger nere i en dal.Runt Darreh-ye Ākhūnd är det ganska glesbefolkat, med 48 invånare per kvadratkilometer. Närmaste större samhälle är Eslāmābād-e Mashāyekh, 17,3 km väster om Darreh-ye Ākhūnd. Omgivningarna runt Darreh-ye Ākhūnd är i huvudsak ett öppet busklandskap.